# Kerstin Schulte Tockhaus
Kerstin Schulte Tockhaus (* 24. Januar 1989 in Herdecke) ist eine deutsche Schauspielerin.

## Leben
Kerstin Schulte Tockhaus' Vater ist Lehrer, ihre Mutter Erzieherin. Schulte Tockhaus spielte in ihrer Jugend in mehreren Laienschauspielgruppen. Von 2010 bis 2012 studierte sie Schauspiel an der Zürcher Hochschule der Künste und schloss mit einem Bachelor of Arts ab. Während der Ausbildung arbeitete sie unter anderem mit dem Regisseur und Schauspieler Herbert Fritsch zusammen.
Kerstin Schulte Tockhaus arbeitete zuerst in einer privaten Theaterproduktion und tourte durch das Vereinigte Königreich, um Schulkindern die deutsche Sprache durch das Schauspiel näherzubringen. Anschließend spielte sie als Eva in Benefiz – Jeder Rettet einen Afrikaner ihre erste Rolle für die große Bühne im Abendspielplan am Theater Lüneburg. An der Badischen Landesbühne in Bruchsal spielte sie 2015/16 in zahlreichen Produktionen mit und hatte unter anderem die Hauptrolle in Die rote Zora und ihre Bande sowie als Anne Frank in dem Stück Anne Frank Tagebuch. Für beide Rollen erhielt sie gute Kritiken.
Das Ensemble des Stücks Bluthochzeit mit Kerstin Schulte Tockhaus erhielt einen Preis beim Treffen deutschsprachiger Schauspielstudierender 2012 in Wien.

## Theaterstücke (Auswahl)
| Jahr | Stück                                  | Rolle                           | Bühne                    |
| ---- | -------------------------------------- | ------------------------------- | ------------------------ |
| 2011 | Ibsen, die Sau                         | Hedda Gabler                    | Rote Fabrik Zürich       |
| 2012 | Bluthochzeit                           | Die Mutter, Tod, erstes Mädchen | Schlosstheater in Wien   |
| 2014 | Benefiz – Jeder rettet einen Afrikaner | Eva                             | Theater Lüneburg         |
| 2015 | Anne Frank Tagebuch                    | Anne Frank                      | Die badische Landesbühne |
| 2015 | Das doppelte Lottchen                  | Irene Gerlach, Mutter, Steffie  | Die badische Landesbühne |
| 2016 | Die Metamorphosen                      | diverse Rollen                  | Die badische Landesbühne |
| 2016 | Die Rote Zora und Ihre Bande           | Zora                            | Die badische Landesbühne |